# Global Change Biology
Global Change Biology — щомісячний науковий журнал, що висвітлює дослідження в галузі біології, охорони природи, наук про довкілля і екології. Публікується видавництвом Wiley-Blackwell.
За результатами аналізу Journal Citation Reports, в 2014 р. Імпакт-фактор журналу становив 8,044 (за попередній рік — 8,708), що відповідало 3-му місцю серед 221 журналу в категорії Науки про Землю, 5-му місцю серед 144 журналів в категорії Екологія і 1-му місцю серед 43 журналів в категорії Збереження біорізноманіття.

## Ресурси Інтернету
- Офіційний сайт